# Steve Grimmett
Steve Grimmett (ur. 19 sierpnia 1959 w Swindon, zm. 15 sierpnia 2022) – brytyjski wokalista heavymetalowy, członek zespołu Grim Reaper.

## Kariera
Grimmett rozpoczął swoją karierę w erze nowej fali brytyjskiego heavy metalu. Jego pierwszym zespołem była Medusa, zanim stał się znany jako główny wokalista Grim Reaper. Grimmett występował później przez krótki czas w Onslaught, The Steve Grimmett Band i GrimmStine.
Grim Reaper odniósł wielki sukces na całym świecie dzięki trzem wysoko ocenianym albumom studyjnym, a także singlom nadawanym na antenie MTV. Po Grim Reaper przyszedł krótki czas na Onslaught, z debiutanckim singlem, który trafił na listy przebojów w Wielkiej Brytanii. W The Steve Grimmett Band wspierali go Ian Nash, Chaz Grimaldi i Pete Newdeck. Zespół nadal koncertuje, a na perkusji gra teraz Mark Rumble.
Grimmett nagrał teledysk w połączeniu z reklamą firmy Garmin, która została wyemitowana podczas Super Bowl XLI w 2007 roku.

## Życie prywatne
W styczniu 2017 roku Grimmett trafił do szpitala w Ekwadorze z powodu agresywnej infekcji prawej nogi poniżej kolana, która później została amputowana. Pozostał w placówce medycznej aż do zwolnienia w lutym. W kwietniu zaczął znowu chodzić z przymocowaną protezą. 14 lipca 2017 roku Grimmett wystąpił na scenie po raz pierwszy na wózku inwalidzkim od czasu operacji amputacji nogi.
Steve Grimmett zmarł 15 sierpnia 2022 roku w wieku 62 lat.